# Горња Биоча (Илијаш)
Горња Биоча је насељено мјесто у Босни и Херцеговини, у општини Илијаш, које административно припада Федерацији Босне и Херцеговине. Према попису становништва из 1991. у насељу је живјело 466 становника.

## Историја
| Демографија | Демографија | Демографија |
| Година      | Становника  | Становника  |
| ----------- | ----------- | ----------- |
| 1961.       | 529         |             |
| 1971.       | 493         |             |
| 1981.       | 481         |             |
| 1991.       | 466         |             |
| 2013.       | 186         |             |